# Paroisse de Dorchester
Cet article concerne la localité canadienne. Pour la ville voisine, voir Dorchester (Nouveau-Brunswick). Pour les autres significations, voir Dorchester.
La paroisse de Dorchester est à la fois une paroisse civile et un ancien district de services locaux (DSL) canadien du Nouveau-Brunswick. Le DSL comprend l'autorité taxatrice de Calhoun Road. Dans le cadre de la réforme de la gouvernance locale du 1er janvier 2023, le territoire du DSL a été réparti entre la ville de Tantramar et le district rural de Sud-Est.

## Toponyme

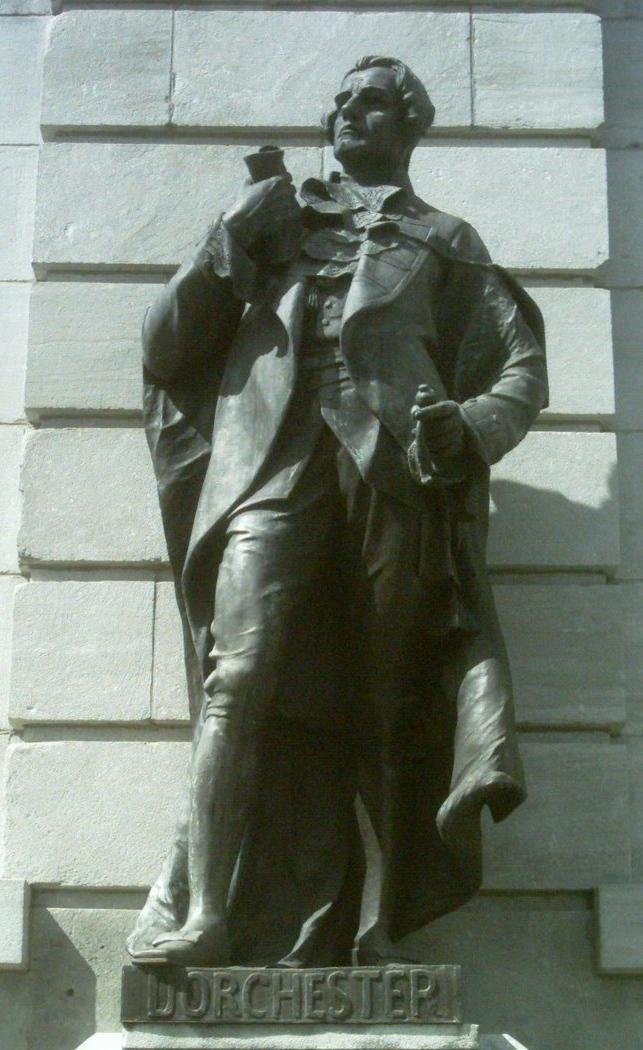
Le baron de Dorchester.

La paroisse de Dorchester est nommée ainsi en l'honneur de Sir Guy Carleton, 1er baron de Dorchester (1742-1812), qui fut le premier gouverneur général du Canada.

## Géographie

La plupart de la paroisse est visible sur cette carte de Memramcook.

La paroisse de Dorchester est située à environ 25 kilomètres au sud-est de Moncton, dans la région des Trois-Rivières. Le DSL à une superficie de 91,02 km2.
La paroisse de Dorchester est généralement considérée comme faisant partie de l'Acadie.

### Partie principale
Le DSL comprend deux parties. La partie principale est bordée au nord et à l'ouest par Memramcook et à l'est par la paroisse de Sackville. Cette partie est située au bord de la rivière Memramcook.
La rive droite (ouest) comprend, du nord au sud, le littoral entre le hameau de l'Anse-des-Cormier de Memramcook et la pointe de Beaumont, où la rivière Memramcook conflue avec la rivière Petitcodiac. C'est une région rurale caractérisée par le point culminant des Grandes Buttes. Le principal hameau est Village-des-Taylor, au nord, tandis que Rockland, au sud, a presque disparu. Le sud est principalement boisé, tandis que le nord est constitué de marais asséchés et cultivés.
La rive gauche (est), comprend le territoire s'étendant entre le hameau de Ruisseau-des-Breau de Memramcook, au nord, et une région peu habitée située près du cap Maringouin, au sud. Au sud, la colline Fillmore et le cap de Dorchester marquent l'embouchure du fleuve dans la baie de Chipoudy. Au nord du cap se trouve la vallée de la rivière Memramcook, composée de marais asséchés et cultivés. Le seul sommet notable à cet endroit est l'île de Dorchester, en fait une colline. Quant à lui, le massif de la colline Coppermine (180 mètres) domine tout l'est du territoire. Le seul autre cours d'eau important est le ruisseau Plamers, affluent de la rivière Memramcook. Le ruisseau des Breau coule au nord du territoire, mais se déverse dans le territoire de Memramcook. Au pied de la colline se trouvent, du nord au sud, les hameaux de Haut-Dorchester, Middleton et Dorchester Cape. Woodhurst est situé sur la colline.
Le village de Dorchester et la réserve indienne de Fort Folly 1 sont enclavés dans cette partie du territoire.

### Exclave
La deuxième partie est une exclave situé à environ 12 kilomètres au nord. Elle est bordée au sud et à l'ouest par Memramcook, au nord par le Grand-Brûlis-du-Lac et Scoudouc et par la paroisse de Sackville à l'est. Cette exclave est également située au bord de la rivière Memramcook, dans le bois de l'Aboujagane. Elle comprend le hameau de Calhoun.

## Histoire
La paroisse de Dorchester est située dans le territoire historique des Micmacs, plus précisément dans le district de Sigenigteoag, qui comprend l'actuel côte Est du Nouveau-Brunswick, jusqu'à la baie de Fundy.
Calhoun est fondé à la fin du XIXe siècle par des Acadiens de Shédiac.

Évolution territoriale de la paroisse à partir de 1966.

1787 : Création de la paroisse de Dorchester, à partir de territoires non incorporés du comté de Westmorland.
Second Wescock est fondé en 1825 par des Néo-brunswickois des environs ainsi que des immigrants irlandais.
1827 : La paroisse de Shédiac est formée à partir de portions des paroisses de Dorchester, de Sackville et de Westmorland.
1918 : Création de la réserve indienne de Fort Folly 1 à partir d'une portion de la paroisse.
La municipalité du comté de Westmorland est dissoute en 1966. La paroisse de Dorchester devient un district de services locaux en 1967. Les DSL suivants en sont séparés la même année: l'Anse-des-Cormier, Chemin-de-Shédiac, La Hêtrière-McGinleys Corner, Memramcook, Memramcook-Est, Pré-d'en-Haut, Ruisseau-des-Breau et des villages de Saint-Joseph et Dorchester.
1973 : Annexion d'une portion de la paroisse connu sous le nom de Haut-Dover à la ville de Dieppe.
1995 : Annexion d'une portion de la paroisse connu sous le nom de Beaumont au village de Memramcook.

## Démographie
| 2001 | 2006 | 2011 | 2016 |
| ---- | ---- | ---- | ---- |
| 468  | 460  | 477  | 429  |

## Administration

### Commission de services régionaux
La paroisse de Dorchester fait partie de la Région 7, une commission de services régionaux (CSR) devant commencer officiellement ses activités le 1er janvier 2013. Contrairement aux municipalités, les DSL sont représentés au conseil par un nombre de représentants proportionnel à leur population et leur assiette fiscale. Ces représentants sont élus par les présidents des DSL mais sont nommés par le gouvernement s'il n'y a pas assez de présidents en fonction. Les services obligatoirement offerts par les CSR sont l'aménagement régional, l'aménagement local dans le cas des DSL, la gestion des déchets solides, la planification des mesures d'urgence ainsi que la collaboration en matière de services de police, la planification et le partage des coûts des infrastructures régionales de sport, de loisirs et de culture; d'autres services pourraient s'ajouter à cette liste.

### Ancienne administration paroissiale
|  | Indépendant |             | Paul Owen Leblanc         |
|  | Indépendant |             | Cléophas Léger            |
|  | Indépendant |             | Émille Belliveau          |
|  | Indépendant |             | Lucien Cormier            |
|  | Indépendant |             | Herman Léger              |
|  | Indépendant |             | Siméon Melanson           |
|  | Indépendant |             | Édouard Léger             |
|  | Indépendant | 1925 - 192? | Éloi Léger Fred O. Palmer |
|  | Indépendant |             | Alphonse Leblanc          |
|  | Indépendant |             | Ambroise Richard          |

### Représentation et tendances politiques
Nouveau-Brunswick: La partie sud de la paroisse de Dorchester est comprise dans la circonscription provinciale de Tantramar, qui est représentée à l'Assemblée législative du Nouveau-Brunswick par Mike Olscamp, du Parti progressiste-conservateur. Il fut élu en 2006 et réélu en 2011. La partie nord est plutôt comprise dans la circonscription provinciale de Memramcook-Lakeville-Dieppe, qui est représentée à l'Assemblée législative du Nouveau-Brunswick par Bernard Leblanc, du Parti libéral. Il fut élu en 2006 et réélu en 2011. Elle fait partie de la circonscription provinciale de Tantramar, qui est représentée à l'Assemblée législative du Nouveau-Brunswick par Megan Mitton, du Parti vert du Nouveau-Brunswick. Elle est élue en 2018.
 Canada: La paroisse de Dorchester fait partie de la circonscription fédérale de Beauséjour. Cette circonscription est représentée à la Chambre des communes du Canada par Dominic LeBlanc, du Parti libéral.

## Économie
Entreprise Sud-Est, membre du Réseau Entreprise, a la responsabilité du développement économique.

## Infrastructures et services
Le détachement de la Gendarmerie royale du Canada le plus proche est situé à Memramcook. Le bureau de poste le plus proche est quant à lui à Dorchester.
Les anglophones bénéficient des quotidiens Telegraph-Journal, publié à Saint-Jean et Times & Transcript, de Moncton. Ils ont aussi accès à l'hebdomadaire Sackville Tribune-Post, de Sackville. Les francophones bénéficient quant à eux du quotidien L'Acadie nouvelle, publié à Caraquet, ainsi que des hebdomadaires L'Étoile, de Dieppe, et Le Moniteur acadien, de Shédiac.

## Culture

### Personnalités
- James Sayre (1761-1849), homme d'affaires, fonctionnaire et juge de paix, mort à l'île de Dorchester.